# Municipio de Eel
El municipio de Eel (en inglés: Eel Township) es un municipio ubicado en el condado de Cass en el estado estadounidense de Indiana. En el año 2010 tenía una población de 18767 habitantes y una densidad poblacional de 739,91 personas por km².

## Geografía
El municipio de Eel se encuentra ubicado en las coordenadas 40°45′14″N 86°21′19″O / 40.75389, -86.35528. Según la Oficina del Censo de los Estados Unidos, el municipio tiene una superficie total de 25.36 km², de la cual 24.1 km² corresponden a tierra firme y (4.98%) 1.26 km² es agua.

## Demografía
Según el censo de 2010, había 18767 personas residiendo en el municipio de Eel. La densidad de población era de 739,91 hab./km². De los 18767 habitantes, el municipio de Eel estaba compuesto por el 80.62% blancos, el 2.13% eran afroamericanos, el 0.79% eran amerindios, el 1.71% eran asiáticos, el 0.11% eran isleños del Pacífico, el 12.5% eran de otras razas y el 2.14% pertenecían a dos o más razas. Del total de la población el 21.85% eran hispanos o latinos de cualquier raza.